# Aleksandrs Golubovs
Aleksandrs Golubovs (ros. Александр Голубов, Aleksandr Gołubow; ur. 15 czerwca 1959 w Kārsawie, zm. 19 maja 2010 w Mińsku) – łotewski lekarz i polityk rosyjskiego pochodzenia, w latach 1995–2010 poseł na Sejm.

## Życiorys
Ukończył studia w Ryskim Instytucie Medycznym. Wykonywał zawód lekarza w szpitalu w Kārsawie. W wyborach w 1995 po raz pierwszy uzyskał mandat posła z listy Łotewskiej Partii Socjalistycznej, następnie zaś reelekcję z ramienia Partii Zgody Narodowej (1998), PCTVL (2002) i Centrum Zgody (2006). W 2003 został przewodniczącym Klubu Poselskiego LSP, po tym jak socjaliści wycofali się z koalicji PCTVL. W Sejmie IX kadencji (2006–2010) sprawował funkcję wiceprzewodniczącego Klubu Poselskiego Centrum Zgody.
Zmarł w maju 2010 w trakcie wizyty członków Komisji Spraw Zagranicznych Sejmu na Białorusi.
Żonaty, zostawił po sobie dwóch synów.